# Сіті Нурхаліза
Сіті Нурхаліза бінті Тарудін (англ. Siti Nurhaliza binti Tarudin, джаві: малай. سيتي نورهاليزا بنت تارودين; народилася 11 січня 1979 року) — малайзійська співачка, акторка та підприємиця, має понад 300 місцевих та міжнародних нагород. Дебютувала у 1995 у 16 років, вигравши місцевий конкурс співу Bintang HMI. Її дебютний сингл «Jerat Percintaan» переміг на 11-му конкурсі Anugerah Juara Lagu та отримав ще дві нагороди, за найкраще виконання та найкращу баладу. Станом на 2005 рік у Малайзії було продано понад 800 000 одиниць цього альбому. Записувала та виконувала пісні різними мовами, включаючи малайзійську, яванську, англійську, мандаринську, арабську, урду, та японську.
Упродовж своєї кар'єри Сіті отримала безпрецедентну кількість музичних нагород у Малайзії та сусідніх країнах: 42 Anugerah Industri Muzik, 25 Anugerah Bintang Popular, 27 Anugerah Planet Muzik, 20 Anugerah Juara Lagu, чотири MTV Asia Awards, три World Music Awards, дві Anugerah Musik Indonesia (Індонезійська музична премія) та два рекорди в Малайзійській книзі рекордів. Маючи 17 студійних альбомів, вона є однією з найпопулярніших виконавців Малайського архіпелагу та регіону Нусантара — десять разів поспіль за неї голосували як найпопулярнішого виконавця регіону. Входить до списків найбагатших, найвпливовіших, найтитулованіших та найвизначніших виконавців. Вона також є однією з найбільш продаваних виконавиць Малайзії: у 2001 році продаж її альбомів складав 10 % від загального продажу музичних альбомів у Малайзії. На сьогоднішній день[коли?] продано понад 6 мільйонів її записів.
На міжнародній сцені Сіті виграла Золоту премію Конкурсу нових співаків Азії на Шанхайському фестивалі музики Азії в 1999 році, дві нагороди від «Південнотихоокеанського Міжнародного конкурсу пісні та співу 1999 року» (Голд-Кост, штат Квінсленд, Австралія) та гран-прі Голосу Азії 2002 року (Алмати, Казахстан).
Окрім музичних нагород, має інші досягнення. У 1998 році Сіті виступала під час церемонії закриття Ігор Співдружності 1998 року перед королевою Єлизаветою II та принцом Філіпом серед інших сановників та чиновників із 70 країн. У 2005 році Сіті стала першою співачкою з Південно-Східної Азії та третьою азійською співачкою, яка виступала з сольним концертом у Лондонському Королівському Альберт-холі у супроводі Лондонського симфонічного оркестру. 2005 році її розмістили на другому місці списку «Найкращих музичних артистів Азії» від MTV Asia та списку «Найпопулярніший азійський артист» від Channel V. У 2008 році Asia News Network назвали її однією з ідолів Азії. За успіхи на азійській сцені її називають «Голосом Азії» та «Азійською Селін Діон».